# عبد الوهاب عطا
عبد الوهاب عطا (1939 - 2015) من الرعيل الأول لمذيعي التلفزيون المصري، عمل قارئاً للنشرة الإخبارية في التلفزيون العربي من سنة 1961 إلى سنة 1980 حيث تقلد منصب كبير المذيعين، ثم عمل في تليفزيون البحرين ووزارة الإعلام البحرينية كمستشار لوزير الإعلام البحريني، وساهم في تأسيس التلفزيون البحريني، وله العديد من البرامج الهامة في أرشيف التلفزيون المصري والبحريني، ولد عام 1939 في مصر بالمحمودية بحيرة، تخرج من كلية التجارة جامعة الإسكندرية ثم التحق بالعمل بالتلفزيون العربي كقارئ نشرة، كان يتميز بالقبول والأداء المتزن وكان من دفعته صلاح زكي وأحمد سمير وهمت مصطفى ومن الإذاعة المصرية فاروق شوشة وحلمي البلك. توفي في مملكة البحرين ودفن بها في 20 نوفمبر 2015.